# Anastrophyllum obtusum
Anastrophyllum obtusum är en bladmossart som beskrevs av Theodor Carl Karl Julius Herzog. Anastrophyllum obtusum ingår i släktet trappmossor, och familjen Anastrophyllaceae. Inga underarter finns listade i Catalogue of Life.